# Partecipanti al Giro di Svizzera 2016
Elenco dei partecipanti alla Giro di Svizzera 2016.
Alla competizione presero parte 22 squadre, ciascuna delle quali composta da otto corridori, per un totale di 176 ciclisti. Al traguardo di Davos hanno tagliato il traguardo 126 ciclisti.

## Corridori per squadra
| Team Katusha                | Team Katusha                | Team Katusha                | Trek-Segafredo   | Trek-Segafredo             | Trek-Segafredo   | Orica-GreenEDGE        | Orica-GreenEDGE         | Orica-GreenEDGE        |
| --------------------------- | --------------------------- | --------------------------- | ---------------- | -------------------------- | ---------------- | ---------------------- | ----------------------- | ---------------------- |
| 1                           | Simon Špilak                | 9º                          | 11               | Fabian Cancellara          | NP 9ª            | 21                     | Michael Albasini        | 71º                    |
| 2                           | Sven Erik Bystrøm           | 69º                         | 12               | Stijn Devolder             | 121º             | 22                     | Michael Matthews        | NP 9ª                  |
| 3                           | Sergej Černeckij            | 10º                         | 13               | Grégory Rast               | 102º             | 23                     | Luke Durbridge          | 88º                    |
| 4                           | Dmitrij Kozončuk            | 66º                         | 14               | Kiel Reijnen               | 116º             | 24                     | Sam Bewley              | 97º                    |
| 5                           | Sergej Lagutin              | 36º                         | 15               | Fränk Schleck              | 19º              | 25                     | Mathew Hayman           | NP 9ª                  |
| 6                           | Tiago Machado               | R 6ª                        | 16               | Peter Stetina              | 22º              | 26                     | Christopher Juul Jensen | 48º                    |
| 7                           | Matvej Mamykin              | 31º                         | 17               | Jasper Stuyven             | 93º              | 27                     | Magnus Cort Nielsen     | 100º                   |
| 8                           | Jhonatan Restrepo           | 52º                         | 18               | Riccardo Zoidl             | 46º              | 28                     | Amets Txurruka          | NP 7ª                  |
| BMC Racing Team             | BMC Racing Team             | BMC Racing Team             | Tinkoff          | Tinkoff                    | Tinkoff          | Team Sky               | Team Sky                | Team Sky               |
| 31                          | Tejay van Garderen          | 6º                          | 41               | Peter Sagan                | 111º             | 51                     | Geraint Thomas          | 17º                    |
| 32                          | Darwin Atapuma              | 13º                         | 42               | Maciej Bodnar              | NP 9ª            | 52                     | Ian Boswell             | 37º                    |
| 33                          | Silvan Dillier              | NP 9ª                       | 43               | Jay McCarthy               | NP 6ª            | 53                     | Michał Gołaś            | 64º                    |
| 34                          | Philippe Gilbert            | R 9ª                        | 44               | Oscar Gatto                | R 7ª             | 54                     | Leopold König           | NP 9ª                  |
| 35                          | Samuel Sánchez              | NP 4ª                       | 45               | Ivan Rovnyj                | R 6ª             | 55                     | Vasil' Kiryenka         | 21º                    |
| 36                          | Michael Schär               | 30º                         | 46               | Juraj Sagan                | 120º             | 56                     | David López García      | 34º                    |
| 37                          | Dylan Teuns                 | R 9ª                        | 47               | Evgenij Petrov             | 109º             | 57                     | Christian Knees         | 63º                    |
| 38                          | Danilo Wyss                 | 35º                         | 48               | Manuele Boaro              | R 6ª             | 58                     | Danny van Poppel        | R 5ª                   |
| Team Lotto NL-Jumbo         | Team Lotto NL-Jumbo         | Team Lotto NL-Jumbo         | Lampre-Merida    | Lampre-Merida              | Lampre-Merida    | Team Giant-Alpecin     | Team Giant-Alpecin      | Team Giant-Alpecin     |
| 61                          | Robert Gesink               | R 2ª                        | 71               | Rui Alberto Faria da Costa | 7º               | 81                     | Warren Barguil          | 3º                     |
| 62                          | Tom Van Asbroeck            | 98º                         | 72               | Yukiya Arashiro            | 83º              | 82                     | Johannes Fröhlinger     | 104º                   |
| 63                          | Koen Bouwman                | 29º                         | 73               | Matteo Bono                | 123º             | 83                     | Simon Geschke           | 32º                    |
| 64                          | Twan Castelijns             | 110º                        | 74               | Davide Cimolai             | 125º             | 84                     | Ji Cheng                | R 5ª                   |
| 65                          | Wilco Kelderman             | 8º                          | 75               | Kristijan Đurasek          | 58º              | 85                     | Tobias Ludvigsson       | R 5ª                   |
| 66                          | Bert-Jan Lindeman           | 59º                         | 76               | Mário Costa                | 103º             | 86                     | Sindre Lunke            | 86º                    |
| 67                          | Paul Martens                | 85º                         | 77               | Jan Polanc                 | 15º              | 87                     | Sam Oomen               | 38º                    |
| 68                          | Bram Tankink                | 47º                         | 78               | Przemysław Niemiec         | 42º              | 88                     | Laurens ten Dam         | 72º                    |
| Cannondale Pro Cycling Team | Cannondale Pro Cycling Team | Cannondale Pro Cycling Team | Lotto-Soudal     | Lotto-Soudal               | Lotto-Soudal     | Etixx-Quick Step       | Etixx-Quick Step        | Etixx-Quick Step       |
| 91                          | Andrew Talansky             | 5º                          | 101              | Tim Wellens                | R 7ª             | 111                    | Zdeněk Štybar           | 81º                    |
| 92                          | Joe Dombrowski              | 26º                         | 102              | Sander Armée               | 16º              | 112                    | Rodrigo Contreras       | R 3ª                   |
| 93                          | Matti Breschel              | 94º                         | 103              | Tiesj Benoot               | NP 9ª            | 113                    | Iljo Keisse             | 87º                    |
| 94                          | Kristjan Koren              | 74º                         | 104              | Pim Ligthart               | NP 9ª            | 114                    | Fernando Gaviria        | 106º                   |
| 95                          | Toms Skujiņš                | 92º                         | 105              | Jürgen Roelandts           | NP 6ª            | 115                    | Petr Vakoč              | 33º                    |
| 96                          | Davide Villella             | R 9ª                        | 106              | Tosh Van Der Sande         | NP 9ª            | 116                    | Yves Lampaert           | R 9ª                   |
| 97                          | Patrick Bevin               | R 3ª                        | 107              | Jelle Vanendert            | NP 5ª            | 117                    | Maximiliano Richeze     | 70º                    |
| 98                          | Ruben Zepuntke              | 65º                         | 108              | Jelle Wallays              | NP 9ª            | 118                    | Julien Vermote          | 77º                    |
| Team Dimension Data         | Team Dimension Data         | Team Dimension Data         | FDJ              | FDJ                        | FDJ              | IAM Cycling            | IAM Cycling             | IAM Cycling            |
| 121                         | Kanstantsin Siutsou         | R 6ª                        | 131              | Odd Christian Eiking       | 49º              | 141                    | Mathias Frank           | NP 6ª                  |
| 122                         | Natnael Berhane             | 18º                         | 132              | Cédric Pineau              | 55º              | 142                    | Matthias Brändle        | 89º                    |
| 123                         | Matthew Brammeier           | R 5ª                        | 133              | Kenny Elissonde            | 25º              | 143                    | Dries Devenyns          | NP 7ª                  |
| 124                         | Tyler Farrar                | 124º                        | 134              | Johan Le Bon               | R 5ª             | 144                    | Martin Elmiger          | 24º                    |
| 125                         | Reinardt Janse van Rensburg | 86º                         | 135              | Pierre-Henri Lecuisinier   | R 5ª             | 145                    | Reto Hollenstein        | 75º                    |
| 126                         | Merhawi Kudus               | NP 2ª                       | 136              | Jérémy Maison              | R 5ª             | 146                    | Jarlinson Pantano       | 4º                     |
| 127                         | Adrien Niyonshuti           | 114º                        | 137              | Laurent Pichon             | 45º              | 147                    | Marcel Wyss             | 43º                    |
| 128                         | Jay Robert Thomson          | R 6ª                        | 138              | Kévin Réza                 | 82º              | 148                    | Oliver Zaugg            | 91º                    |
| Astana Pro Team             | Astana Pro Team             | Astana Pro Team             | AG2R La Mondiale | AG2R La Mondiale           | AG2R La Mondiale | Movistar Team          | Movistar Team           | Movistar Team          |
| 151                         | Miguel Ángel López          | 1º                          | 161              | Jean-Christophe Péraud     | 56º              | 171                    | Jon Izagirre            | 2º                     |
| 152                         | Lars Boom                   | R 6ª                        | 162              | Hubert Dupont              | 23º              | 172                    | Winner Anacona          | 40º                    |
| 153                         | Laurens De Vreese           | 105º                        | 163              | Damien Gaudin              | R 6ª             | 173                    | Jorge Arcas             | 39º                    |
| 154                         | Davide Malacarne            | 51º                         | 164              | Pierre Latour              | R 7ª             | 174                    | Alex Dowsett            | R 5ª                   |
| 155                         | Michele Scarponi            | 27º                         | 165              | Sébastien Minard           | 90º              | 175                    | Jonathan Castroviejo    | 41º                    |
| 156                         | Gatis Smukulis              | 118º                        | 166              | Christophe Riblon          | 76º              | 176                    | Gorka Izagirre          | 12º                    |
| 157                         | Alessandro Vanotti          | 112º                        | 167              | Jesse Sergent              | 108º             | 177                    | Juan José Lobato        | R 3ª                   |
| 158                         | Lieuwe Westra               | R 6ª                        | 168              | Sébastien Turgot           | 113º             | 178                    | Jasha Sütterlin         | 60º                    |
| CCC Sprandi Polkowice       | CCC Sprandi Polkowice       | CCC Sprandi Polkowice       | Team Roth        | Team Roth                  | Team Roth        | Roompot Oranje Peloton | Roompot Oranje Peloton  | Roompot Oranje Peloton |
| 181                         | Sylwester Szmyd             | 115º                        | 191              | Martin Kohler              | 107º             | 201                    | Pieter Weening          | 62º                    |
| 182                         | Branislau Samoilau          | 50º                         | 192              | Bruno Pires                | 80º              | 202                    | Antwan Tolhoek          | 57º                    |
| 183                         | Jan Hirt                    | 44º                         | 193              | Matthias Krizek            | 84º              | 203                    | Michel Kreder           | 96º                    |
| 184                         | Víctor de la Parte          | 11º                         | 194              | Nico Brüngger              | 78º              | 204                    | Raymond Kreder          | R 7ª                   |
| 185                         | Felix Großschartner         | 28º                         | 195              | Lukas Jaun                 | 126º             | 205                    | Huub Duyn               | 54º                    |
| 186                         | Maciej Paterski             | R 7ª                        | 196              | Andrea Pasqualon           | 73º              | 206                    | Maurits Lammertink      | R 3ª                   |
| 187                         | Simone Ponzi                | 101º                        | 197              | Colin Stüssi               | 122º             | 207                    | Nick van der Lijke      | 67º                    |
| 188                         | Jarosław Marycz             | 119º                        | 198              | Valentin Baillifard        | 117º             | 208                    | Berden de Vries         | R 7ª                   |
| Verva ActiveJet             |                             |                             |                  |                            |                  |                        |                         |                        |
| 211                         | Paweł Cieślik               | 14º                         |                  |                            |                  |                        |                         |                        |
| 212                         | Adam Stachowiak             | 79º                         |                  |                            |                  |                        |                         |                        |
| 213                         | Jiří Polnický               | 95º                         |                  |                            |                  |                        |                         |                        |
| 214                         | Karel Hnik                  | R 7ª                        |                  |                            |                  |                        |                         |                        |
| 215                         | Jonas Koch                  | 61º                         |                  |                            |                  |                        |                         |                        |
| 216                         | Kamil Gradek                | R 7ª                        |                  |                            |                  |                        |                         |                        |
| 217                         | Michal Podlaski             | 99º                         |                  |                            |                  |                        |                         |                        |
| 218                         | Jordi Simón                 | 20º                         |                  |                            |                  |                        |                         |                        |